# بانک آیچی
بانک آیچی (انگلیسی: Aichi Bank) شرکت خدمات مالی و بانکداری ژاپنی است، که در سال ۱۹۱۰ تأسیس شد.